# Bernadette Lafont
Pour les articles homonymes, voir Bernadette et Lafont.
Bernadette Lafont, née le 28 octobre 1938 à Nîmes et morte le 25 juillet 2013 dans la même ville, est une actrice française.
Grâce à ses rôles dans Les Mistons (1957) de François Truffaut, Les Bonnes Femmes (1960) de Claude Chabrol, La Fiancée du pirate de Nelly Kaplan (1969), ou encore La Maman et la Putain (1973) de Jean Eustache, cette vedette populaire est considérée comme l’une des égéries de la Nouvelle Vague.

## Biographie

### Origines familiales et formation
Issue d'une famille protestante des Cévennes, elle nait à la maison de santé protestante de Nîmes.
Elle est la fille de Roger Lafont, pharmacien à Saint-Geniès-de-Malgoirès, et de son épouse Simone Illaire.
Elle fait ses études secondaires au lycée de jeunes filles (actuel collège Feuchères) de Nîmes, où sa famille s'installe dans les années suivantes,.
Bernadette, qui se destine à la danse, suit aussi des cours de danse à l'opéra-théâtre de Nîmes, et elle rêve de cinéma en regardant les premiers films de Brigitte Bardot.Elle est reçue au baccalauréat (première partie) à 16 ans.

### Mariage et premiers pas au cinéma
En 1955, alors en vacances, elle fait la connaissance de l'acteur Gérard Blain, qui répète la pièce de Shakespeare Jules César, aux arènes de Nîmes. Elle l'épouse âgée de 18 ans et le suit à Paris.
François Truffaut lui offre son premier rôle dans son court-métrage Les Mistons (1957), tourné la même année à Nîmes. Pour ce premier film, Truffaut, qui dispose de peu de moyens financiers, l'engage ainsi que Gérard Blain, à la grande surprise de Bernadette, car son mari refuse qu'elle devienne actrice[pas clair].

### Actrice fétiche de la Nouvelle Vague
Prenant goût au cinéma, elle devient rapidement une figure représentative de la Nouvelle Vague notamment après deux films de Claude Chabrol essentiels dans ce mouvement, Le Beau Serge en 1957 avec son mari, puis Les Bonnes Femmes en 1960.
Elle va également travailler avec Jacques Doniol-Valcroze, Édouard Molinaro, Costa-Gavras, Georges Lautner et Louis Malle, Philippe Garrel, Michel Drach et Moshé Mizrahi, Jean-Daniel Pollet et Marc'O, montrant sa prédilection pour un cinéma d'auteur exigeant.

### Divorce et repli sur la famille aux côtés de Diourka Medveczky
Divorcée de Gérard Blain[Quand ?], elle devient en 1959 la compagne du sculpteur et cinéaste hongrois Diourka Medveczky qui en fait sa muse[réf. nécessaire]. Elle met au monde trois enfants en trois ans : Élisabeth, David et Pauline (1963).
En juin 1959, elle fait une des trois voix provençales accompagnant la représentation de Mireille dans le cadre de la félibrée de Sceaux.

Elle vit alors à la campagne et sa carrière connaît un creux mais cela lui est égal, car elle fait de la phrase de Jean Cocteau sa devise[réf. nécessaire] : 

« Les premières places ne m'intéressent pas spécialement ; celles que j'aime, ce sont les places à part. »

### Retour au cinéma
En 1969, elle tourne dans un film de son époux Paul, unique long métrage de celui-ci, qui malgré d'excellentes critiques[réf. nécessaire], n'est pas distribué (il n'est paru qu'en 2012 en DVD).
La Fiancée du pirate de Nelly Kaplan, en 1969 également, lui permet de renouer avec le succès. Alors que la mode est aux actrices blondes, cette brune de type méditerranéen détonne et se fait qualifier de « Bardot nègre » dans Le Monde par l'écrivain Hervé Guibert.

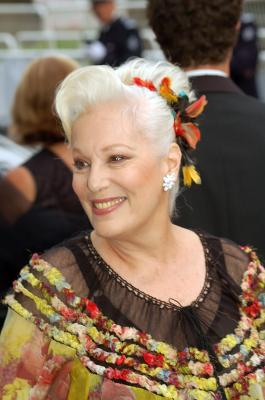
Bernadette Lafont lors du festival de Cannes 2007.

En 1971, elle est l'une des femmes du manifeste des 343, publié le 5 avril 1971 par le Nouvel Observateur en faveur du droit à l'avortement.
Elle est ensuite l'héroïne de Une belle fille comme moi (1972) de François Truffaut et joue le rôle de Marie dans La Maman et la Putain (1973) de Jean Eustache qui marquent sa filmographie. Lafont enchaîne avec des films signés László Szabó (Zig-Zig), Jacques Bral, Jacques Rivette (Noroît), l'italien Pasquale Festa Campanile (Le Larron), Jacques Davila et Juliet Berto, ainsi que des comédies et « nanars » réalisés par Gérard Pirès, Jean-Marie Poiré voire Max Pécas, où sa voix gouailleuse et son ton décalé la rendent populaire.
Dans les années 1980, elle apparaît dans plusieurs films de Jean-Pierre Mocky (dont Le Pactole avec sa fille Pauline) et Claude Chabrol (dont Inspecteur Lavardin et Masques), mais surtout dans L'Effrontée de Claude Miller en 1985 qui lui vaut le César de la meilleure actrice dans un second rôle. C'est aussi durant cette décennie qu'elle intensifie son activité sur le petit écran, où elle avait débuté dès 1961 : elle participera au fil des ans aux séries Merci Bernard de Jean-Michel Ribes, Maigret face à Bruno Cremer, Pepe Carvalho, Les Enquêtes d'Éloïse Rome, La Minute vieille, jusqu'à Scènes de ménages en 2013 ; elle sera dirigée par Liliane de Kermadec, Paul Vecchiali, Élisabeth Rappeneau, Bruno Garcia, et retrouvera Nelly Kaplan pour un téléfilm en 1985 ; elle interprétera même la gouvernante du Père Noël en 1997.
En 1988, sa fille Pauline, elle aussi actrice, meurt accidentellement. Elle surmonte son chagrin en multipliant les films et les pièces de théâtre. Elle rencontre alors Marion Vernoux et Pierre-Henri Salfati, Raoul Ruiz, Pascal Bonitzer, Claude Zidi, Julie Delpy, Zoe Cassavetes… Tout au long de sa carrière, non contente de multiplier les collaborations avec des cinéastes souvent prestigieux et confidentiels, elle aura eu les partenaires les plus brillants et les plus diversifiés : Eddie Constantine, Laurent Terzieff chez Garrel, Ugo Tognazzi, Jean-Paul Belmondo chez Malle, Jean-Pierre Léaud, Jean-Pierre Kalfon, Jean-Louis Trintignant, Daniel Duval, Michel Bouquet, Alain Cuny, Michel Duchaussoy, André Dussollier chez Truffaut, Michel Galabru, Francis Blanche, Peter Ustinov, Michel Serrault (La Gueule de l'autre), Miles Davis, Richard Bohringer, Victor Lanoux, Jean Lefebvre et Bernard Ménez, sans oublier Anna Karina, Bulle Ogier, Micheline Presle, Jane Birkin et Charlotte Gainsbourg… Elle retrouvera cette dernière dans la comédie à succès Prête-moi ta main d'Éric Lartigau en 2006. Deux ans plus tard, elle incarne la mère de Michel Blanc dans Nos 18 ans.

### Carrière théâtrale
Bernadette Lafont a débuté au théâtre en 1963 mais ce n'est qu'en 1978, en jouant la comtesse Bathory dans « Bathory Erzsebet » de Marie-Françoise Egret, que l'amour des planches la saisit. Elle s'illustre ensuite, entre autres, dans La Tour de la défense de Copi, Désiré de Sacha Guitry mis en scène et interprété par Jean-Claude Brialy avec aussi Marie-José Nat, L'Arlésienne d'Alphonse Daudet aux côtés de Jean Marais, Monsieur Amédée (1999) avec son cher Galabru qu'elle retrouve dans La Femme du boulanger de Marcel Pagnol (où elle interprète la bonne du curé), Un beau salaud avec Bernard Tapie, Les Monologues du vagin d'Eve Ensler, Si c'était à refaire de Laurent Ruquier, L’Amour, la mort, les fringues de Nora et Delia Ephron, mis en scène par Danièle Thompson avec Karin Viard, Géraldine Pailhas et Valérie Bonneton dans la distribution, des lectures de Claude Bourgeyx et Marcel Proust notamment ; sa dernière apparition sur scène s'effectue dans l'opérette Ciboulette où figure Jérôme Deschamps.
De 1990 à 1996, elle préside les Ateliers de création audiovisuelle de Sommières, une petite structure de formation, délocalisée à Saint-André-de-Valborgne la dernière année.
En 2005, le festival du film de Belfort - Entrevues lui consacre une rétrospective.
Ses derniers films, Paulette et Attila Marcel, sortis en 2013, reçoivent un très bon accueil du public. Elle déclare à cette époque « vivre depuis plus de trente ans dans le même appartement, dans le Marais, avec son chat », alors que son compagnon, le peintre figuratif Pierre de Chevilly, vit principalement à la campagne, acquéreur de l'ancienne école de garçons de la commune d'Argenton-Château ; sur sa suggestion elle achète, en 2006, une petite maison dans ce lieu calme, sa « thalasso mentale », où elle offre gracieusement son concours de conteuse lors de manifestations culturelles locales en 2011 et 2013. À partir de 2004, elle séjoure ponctuellement à Argenton-les-Vallées, bourgade poitevine, avec son dernier compagnon le peintre Pierre de Chevilly, et depuis 2001 aime participer bénévolement aux animations locales.

### Mort et funérailles
Partie se reposer dans sa maison familiale de Saint-André-de-Valborgne, elle est victime d’un accident vasculaire cérébral le 28 juin 2013. Au cours de sa convalescence au centre héliomarin du Grau-du-Roi, elle subit un malaise cardiaque le 22 juillet 2013 en fin d'après-midi. Transportée par le SAMU au centre hospitalier universitaire de Nîmes, elle y meurt le 25 juillet 2013 à l'âge de 74 ans.
Sa mort coïncide avec la tenue du festival de Vebron, dont elle est la marraine depuis ses origines en 1988 et qui lui rend hommage.
La cérémonie religieuse des obsèques a eu lieu au temple protestant de Saint-André-de-Valborgne le 29 juillet 2013 en présence de 250 personnes. Le réalisateur Jean-Pierre Mocky, qui participait à Nîmes au Festival « Un réalisateur dans la ville », est présent, aux côtés de Lionnel Astier et Marianne Denicourt. Il déplore ensuite l'absence de la profession et du gouvernement.
Selon la tradition des cimetières protestants des Cévennes, Bernadette Lafont est inhumée dans le caveau funéraire de la propriété familiale, aux côtés de ses parents et de sa fille Pauline.
En 2013, le cinéaste Gérard Courant lui rend hommage avec un film In Memoriam Bernadette Lafont, dans lequel Alexandra Stewart, Stéphane Audran et Guillaume Gouix lisent des lettres de Bernadette Lafont et des textes de François Truffaut et de Claude Chabrol.

## Filmographie

### Cinéma

#### Courts métrages
- 1957 : Les Mistons de François Truffaut - Bernadette Jouve
- 1964 : Tous les enfants du monde d'André Michel (inachevé)
- 1965 : L'Avatar botanique de Mlle Flora de Jeanne Barbillon
- 1966 : Je ne sais pas de Gérard Pirès
- 1967 : Marie et le Curé de Diourka Medveczky
- 1968 : Monsieur Jean-Claude Vaucherin de Pascal Aubier
- 1969 : Le Dernier Voyage du commandant Le Bihan de László Szabó
- 1970 : Renaissance de Yvan Lagrange
- 1970 : Le Matin de Yvan Lagrange
- 1971 : Étoile aux dents ou Poulou le magnifique de Derri Berkani
- 1996 : Pourquoi partir ? de Bastien Duval et Bernadette Lafont - Anna + scénario
- 1996 : Deux verveines et l'addition de Gilles Pujol
- 1996 : “ KH, Klaus Heinrich“ de Arcangelo Vincent Scalici
- 2006 : Le Livre des morts de Belleville de Jean-Jacques Joudiau - La mère
- 2013 : L'habit ne fait pas le moine de MACT Production - avec Jeanne Moreau et Charles Aznavour pour Canal+

#### Longs métrages

##### Années 1950
- 1957 : La Tour, prends garde ! de Georges Lampin
- 1958 : Le Beau Serge de Claude Chabrol - Marie
- 1958 : Les Jeunes Maris (Giovani mariti) de Mauro Bolognini - Une figurante
- 1959 : Bal de nuit de Maurice Cloche - Nicole
- 1959 : À double tour de Claude Chabrol - Julie, la servante

##### Années 1960
- 1960 : Me faire ça à moi de Pierre Grimblat - Annie
- 1960 : L'Eau à la bouche de Jacques Doniol-Valcroze - Prudence
- 1960 : Les Bonnes Femmes de Claude Chabrol - Jane
- 1960 : Les Mordus de René Jolivet - Mado
- 1961 : Les Godelureaux de Claude Chabrol - Ambroisine
- 1962 : Un clair de lune à Maubeuge de Jean Chérasse - Charlotte
- 1962 : Et Satan conduit le bal de Grisha Dabat - Isabelle
- 1962 : Jusqu'à plus soif de Maurice Labro - Solange
- 1962 : Tire-au-flanc 62 de Claude de Givray - Bernadette
- 1963 : Les Femmes d'abord de Raoul André - Miss Jujube
- 1964 : La Chasse à l'homme d'Édouard Molinaro - Flora
- 1965 : Compartiment tueurs de Constantin Costa-Gavras - La sœur de Georgette
- 1965 : Les Bons Vivants ou Un grand Seigneur de Georges Lautner (segment Les Bons Vivants) - Sophie
- 1965 : Pleins feux sur Stanislas de Jean-Charles Dudrumet - Rosine Lenoble
- 1967 : Un idiot à Paris de Serge Korber - Berthe
- 1967 : Lamiel de Jean Aurel - Pauline
- 1967 : Le Voleur de Louis Malle - Marguerite, la servante
- 1968 : Le Révélateur de Philippe Garrel - La mère
- 1968 : Les Murs (Falak) d'András Kovács - Marie
- 1968 : Les Idoles de Marc'O - Sœur Hilarité
- 1969 : Paul de Diourka Medveczky - Marianne
- 1969 : Je, tu, elles... de Peter Foldes
- 1969 : La Fiancée du pirate de Nelly Kaplan - Marie
- 1969 : Le Voleur de crimes de Nadine Trintignant - La logeuse

##### Années 1970
- 1970 : Sex Power d'Henry Chapier - Salomé
- 1970 : Piège de Jacques Baratier
- 1970 : Élise ou la Vraie Vie, de Michel Drach - Anna
- 1970 : Caïn de nulle part, de Daniel Daert - Marielle
- 1971 : Les Stances à Sophie, de Moshé Mizrahi - Céline
- 1971 : Valparaiso, Valparaiso de Pascal Aubier - Edwarda
- 1971 : Les Doigts croisés (To Catch a Spy) de Dick Clement - Simone
- 1971 : La Famille de Yvan Lagrange
- 1971 : L'amour c'est gai, l'amour c'est triste de Jean-Daniel Pollet - Marie Annassian
- 1971 : Out 1 : noli me tangere (Out 1) de Jacques Rivette et Suzanne Schiffman - Sarah
- 1972 : Out 1: Spectre de Jacques Rivette - Sarah
- 1972 : L'Œuf (de Félicien Marceau), film de Jean Herman - Rose
- 1972 : Une belle fille comme moi de François Truffaut - Camille Bliss
- 1972 : What a Flash! de Jean-Michel Barjol - Elle-même
- 1972 : Trop jolies pour être honnêtes de Richard Balducci - Bernadette
- 1973 : La Ville bidon, ou La Décharge de Jacques Baratier - Fiona
- 1973 : Les Gants blancs du diable de László Szabó - Bernadette, la starlette
- 1973 : La Maman et la Putain de Jean Eustache - Marie
- 1973 : Défense de savoir de Nadine Trintignant - Simone
- 1973 : L'Histoire très bonne et très joyeuse de Colinot Trousse-Chemise de Nina Companeez - Rosemonde
- 1973 : Je, tu, elles... (ou Elles plus elles) de Peter Foldès - La femme du van hippie
- 1974 : Permettez-moi, Madame, d'aimer votre fille (Permettete, signora, che ami vostra figlia) de Gian Luigi Polidoro - Sandra
- 1975 : Zig-Zig, de László Szabó - Pauline + les lyrics
- 1975 : Une baleine qui avait mal aux dents de Jacques Bral - Bernadette
- 1975 : Un divorce heureux, de Henning Carlsen - Jacqueline, l'infirmière
- 1975 : Vincent mit l'âne dans un pré (et s'en vint dans l'autre) de Pierre Zucca - Jeanne Dogson
- 1976 : Noroît, ou Le Bal de l'horreur de Jacques Rivette - Giulia
- 1976 : L'Ordinateur des pompes funèbres de Gérard Pirès - Louise Delouette
- 1976 : Un type comme moi ne devrait jamais mourir de Michel Vianey - Marthe
- 1976 : Le Trouble-fesses de Raoul Foulon - Dany Lajoux
- 1978 : Stranberg est là (Strauberg ist da) de Mischa Gallé : Anne
- 1978 : Violette Nozière de Claude Chabrol - La codétenue
- 1978 : Chaussette surprise, de Jean-François Davy - Bernadette
- 1978 : La Tortue sur le dos, de Luc Béraud - Camille
- 1979 : Le Larron (Il ladrone) de Pasquale Festa Campanile - Appula
- 1979 : La Frisée aux lardons d'Alain Jaspard - Micheline
- 1979 : Nous maigrirons ensemble de Michel Vocoret - Corinne
- 1979 : La Gueule de l'autre de Pierre Tchernia - Gisèle Brossard
- 1979 : Arrête de ramer, t'attaques la falaise ! (ou Qu'il est joli garçon l'assassin de papa) de Michel Caputo : Chimène

##### Années 1980
- 1980 : Retour en force de Jean-Marie Poiré - Thérèse Blaussac, la femme d'Adrien
- 1980 : Certaines nouvelles de Jacques Davila - Mayette
- 1980 : Une merveilleuse journée de Claude Vital - la pharmacienne
- 1981 : Le Roi des cons de Claude Confortès - Denise
- 1981 : Si ma gueule vous plaît... de Michel Caputo - Denise Lemoine, la concierge
- 1982 : On n'est pas sorti de l'auberge de Max Pécas - Geneviève, la femme de Félix
- 1983 : Cap Canaille de Juliet Berto et Jean-Henri Roger - Mireille Kebadjan
- 1983 : La Bête noire de Patrick Chaput - Antonia, ex-femme de Boissieu
- 1983 : Un bon petit diable de Jean-Claude Brialy - Betty
- 1984 : Canicule d'Yves Boisset - Ségolène
- 1984 : Gwendoline de Just Jaeckin - La reine
- 1985 : Le Pactole de Jean-Pierre Mocky - La mère d'Anne
- 1985 : L'Effrontée de Claude Miller - Léone
- 1986 : Inspecteur Lavardin de Claude Chabrol - Hélène Mons
- 1987 : Masques de Claude Chabrol - La masseuse
- 1988 : Deux Minutes de soleil en plus de Gérard Vergez
- 1988 : Les Saisons du plaisir de Jean-Pierre Mocky - Jeanne
- 1988 : Une nuit à l'Assemblée nationale de Jean-Pierre Mocky - Mme Dugland
- 1988 : Prisonnières de Charlotte Silvera - Nelly
- 1989 : L'Air de rien de Mary Jimenez - Constance

##### Années 1990
- 1990 : Boom Boom de Rosa Vergés
- 1990 : Plein fer de Josée Dayan - La femme blonde
- 1991 : Cherokee de Pascal Ortega - Mme Benedetti
- 1991 : Sissi la valse des cœurs (Sisi und der Kaiserkuß) de Christoph Böll - La baronne Von Wrangel
- 1991 : Dingo de Rolf De Heer - Angie Cross
- 1992 : Ville à vendre de Jean-Pierre Mocky - Claire Derain, l'inspectrice
- 1992 : Sam suffit de Virginie Thévenet - Lucie
- 1994 : Le Terminus de Rita ou Rita, Rocco et Cléopâtre de Filip Forgeau
- 1994 : Personne ne m'aime de Marion Vernoux - Annie
- 1995 : Zadoc et le bonheur de Pierre-Henry Salfati - Zachie
- 1996 : Le Fils de Gascogne de Pascal Aubier - Elle-même
- 1996 : Rainbow pour Rimbaud de Jean Teulé - La mère
- 1997 : Nous sommes tous encore ici d'Anne-Marie Miéville - Calliclès
- 1997 : Généalogies d'un crime de Raoul Ruiz - Esther
- 1997 : Sous les pieds des femmes de Rachida Krim - Suzanne
- 1999 : Rien sur Robert de Pascal Bonitzer - Mme Sauvage
- 1999 : Recto/Verso ou Les Caméléons de Jean-Marc Longval - Yolande

##### Années 2000
- 2000 : Un possible amour de Christophe Lamotte - La mère de Jacques
- 2002 : Les Amants du Nil d'Éric Heumann - Sophie Frendo
- 2002 : Les Petites Couleurs de Patricia Plattner - Mona
- 2003 : Ripoux 3 de Claude Zidi - Carmen
- 2006 : U de Serge Élissalde - (voix de la mère)
- 2006 : Prête-moi ta main de Éric Lartigau - Geneviève Costa
- 2006 : Les Aiguilles rouges de Jean-François Davy - L'infirmière
- 2006 : Le Prestige de la mort de Luc Moullet - Marie-Anne
- 2007 : Les Petites Vacances de Olivier Peyon - Danièle
- 2007 : Broken English de Zoe Cassavetes - Mme Grenelle
- 2008 : 48 heures par jour de Catherine Castel - Mélina
- 2008 : Mes amis, mes amours de Lorraine Lévy - Yvonne
- 2008 : Nos 18 ans de Frédéric Berthe - Adèle
- 2008 : La Première Étoile de Lucien Jean-Baptiste - Mme Morgeot
- 2009 : Bazar de Patricia Plattner - Gabrielle
- 2009 : Tricheuse de Jean-François Davy - Mme Paroquet

##### Années 2010
- 2011 : Le Skylab de Julie Delpy - Mamie
- 2012 : Paulette de Jérôme Enrico - Paulette
- 2013 : Attila Marcel de Sylvain Chomet - Tante Annie

### Télévision
- 1961 : Première de face de François Gir
- 1965 : Sylverie ou les Fongs Hollandais de Michel Ayats
- 1966 : La Morale de l'histoire de Claude Dagues
- 1966 : Les Pigeons de Notre-Dame de Jacques Villa - La concierge
- 1967 : Max le débonnaire, de Gilles Grangier (série) (segment Un Bon petit Jules)
- 1968 : Lumière dans la nuit d'André Michel
- 1975 : La Porte du large de Pierre Badel - Dominique
- 1979 : Profession comédien - documentaire - de Catherine Barma et Jean-Claude Longin - Elle-même
- 1981 : Le Chien-chien de la star Le Mythomane de Michel Wyn - Linda Marlène
- 1982 : Merci Bernard de Jean-Michel Ribes - divers rôles (série)
- 1982 : Mersonne ne m'aime de Liliane de Kermadec - La gardienne des sceaux
- 1983 : Les Beaux Quartiers de Jean Kerchbron - Thérèse Respellière
- 1983 : L'Homme, la Bête et la Vertu "Emmenez-moi au théâtre" de Marlène Bertin
- 1984 : Les Malheurs de Malou de Jeanne Barbillon - Malou Mulet, la journaliste
- 1984 : Désiré de Dominique Giuliani
- 1985 : Vivement Truffaut - Documentaire de Claude de Givray - Témoignage
- 1985 : Patte de velours de Nelly Kaplan - Jacinthe
- 1986 : Un moment d'inattention, de Liliane de Kermadec - La mère
- 1986 : La Divine Sieste de papa de Alain Nahum
- 1986 : Photo Flash de Gérard Follin, Guy Girard - Elle-même
- 1987 : Les Voleurs de lumière de Jean Sagols
- 1987 : Waiting for the Moon de Jill Godmilow - Fernande Olivier
- 1988 : François Truffaut, correspondance à une voix - Documentaire de Michèle Reiser - Témoignage
- 1990 : La Tendresse de l'araignée, épisode V. comme Vengeance de Paul Vecchiali - Hélène Brunel
- 1991 : Les Quarante Ans des Cahiers du cinéma - Documentaire de (?) - Témoignage
- 1992 : Fou de foot de Dominique Baron - Solange
- 1993 : Monsieur Ripois, de Luc Béraud - Michèle
- 1994 : Maigret : Maigret se trompe de Joyce Buñuel - Désirée Brault
- 1995 : Tango, mambo et cha-cha-cha de Françoise Decaux-Thomelet
- 1995 : Terrain glissant de Joyce Buñuel - Sabine
- 1995 : Douche anglaise de David Pharao
- 1996 : La Ferme du crocodile de Didier Albert - Danièle Ceylan
- 1996 : Histoire d'hommes d'Olivier Langlois - Juliette Louvet
- 1997 : L'Amour en embuscade (Love in Ambush) de Carl Schultz - Madeleine Carver
- 1997 : Bob Million de Michaël Perrotta - Annie
- 1997 : L'Amour à l'ombre de Philippe Venault - Suzanne
- 1997 : Opération Bugs Bunny de Michel Hassan - La gouvernante du Père Noël
- 1998 : Chercheur d'héritiers, épisode « Hélène ou Eugénie » - de Williams Crépin, Olivier Langlois et Patrice Martineau (série)
- 1998 : Chercheur d'héritiers, épisode « Un frère à tout prix » de Williams Crépin, Olivier Langlois et Patrice Martineau (série)
- 1998 : Chercheur d'héritiers, épisode « Bonjour Philippine » - de Williams Crépin, Olivier Langlois et Patrice Martineau (série)
- 1998 : Heureusement qu'on s'aime de David Delrieux - Mme Sauvage
- 1998 : Bébés boum de Marc Angelo - Mamina
- 1998 : Chercheur d'héritiers, épisode « Une carte postale de Rome » de Williams Crépin, Olivier Langlois et Patrice Martineau (série)
- 1999 : Histoire de famille (Pepe Carvalho - Padre, patrón), de Emmanuelle Cuau - Mathilde Pelletier
- 1999 : Chercheur d'héritiers, épisode « La maison du pendu » de Williams Crépin, Olivier Langlois et Patrice Martineau (série)
- 2000 : Le Bimillionnaire de Michaël Perrotta - Mme Granbois
- 2000 : Vent de colère de Michael Raeburn - Mme Buton
- 2000 : La Part de l'ombre de Philippe Venault - La commissaire
- 2000 : Les Enquêtes d'Éloïse Rome de Sophie Révil - Odile Mouret - (série)
- 2002 : Un jour dans la vie du cinéma Français - Documentaire de Jean-Thomas Ceccaldi et Christophe d'Yvoire - Témoignage
- 2004 : La Classe du brevet d'Edwin Baily - Mme Achille
- 2004 : Martin, Lola, Bingo - Si j'avais des millions de Gérard Marx
- 2005 : Les Copains d'abord - Si j'avais des millions de Gérard Marx - La mère de David
- 2005 : L'Enfant de personne de Michaël Perrotta - Jeanne
- 2005 : Ficelle, Le juge est une femme de Jean-Marc Seban - Marie Beltrand
- 2005 : C'était un petit jardin - Les enquêtes d'Éloïse Rome de Christophe Douchand - Odile Mouret, la mère d'Eloïse
- 2006 : Les Petites Vacances d'Olivier Peyon - Danièle
- 2007 : Les Diablesses d'Harry Cleven - Sylvie adulte + narration
- 2009 : L'Internat - Hélène Massart
- 2009 : Ma sœur est moi de Didier Albert - Marie-Hélène
- 2009 : Pas de toit sans moi de Guy Jacques - Madeleine
- 2010 : La Femme du boulanger de Dominique Thiel - Céleste
- 2010 : Au bas de l'échelle de Arnauld Mercadier - Annie Morvanec
- 2010 : Une vie de chat - (film d'animation) d'Alain Gagnol et Jean-Loup Felicioli - Claudine
- 2010 : Paul et ses femmes de Élisabeth Rappeneau - Solange
- 2010 : La Très Excellente et Divertissante Histoire de François Rabelais d'Hervé Baslé - Amandine
- 2011 : Le Bon Samaritain de Bruno Garcia - Amandine Moustelle
- 2012 : Parle tout bas si c'est d'amour de Sylvain Monod - Maryse
- 2013 : La Minute vieille de Fabrice Maruca - Elle-même
- 2013 : Scènes de ménages : prime-time « Scènes de ménages entre amis » (un épisode) - Une amie bavarde d'Huguette et Raymond
- 2013 : L'habit ne fait pas le moine, court-métrage de Sandrine Veysset (La Collection Jeanne Moreau)

## Théâtre
- 1960 : Le Mariage de Figaro de Beaumarchais, mise en scène Simone Turck, Festival des jeux du théâtre de Sarlat (2 août 1960)
- 1963 : Un mois à la campagne d'Ivan Tourgueniev, mise en scène Pierre Valde, Théâtre du Capitole de Toulouse
- 1978 : Bathory Erszebet de Marie-Françoise Egret, mise en scène Pierre Romans, Centre Dramatique de Nanterre - Théâtre des Amandiers
- 1981 : La Tour de la défense de Copi, mise en scène Claude Confortes, Théâtre Fontaine
- 1984 : Désiré de Sacha Guitry, mise en scène Jean-Claude Brialy, Théâtre Édouard VII
- 1987 : Barrio chino de Christine Albanel, mise en scène Jean-Marc Grangier, Petit Odéon
- 1993 : La Frousse de Julien Vartet, mise en scène Raymond Acquaviva, Théâtre Édouard VII
- 1997 : L'Arlésienne d'Alphonse Daudet, mise en scène Roger Louret, Folies Bergère, Paris
- 1998 : Le Faucon de Marie Laberge, mise en scène Gabriel Garrand, tournée
- 1998 : 1 table pour 6 d'Alan Ayckbourn, mise en scène Alain Sachs, Théâtre du Palais-Royal et tournée
- 1999 : Monsieur Amédée d’Alain Reynaud-Fourton, mise en scène Jean-Pierre Dravel, Théâtre Comédia
- 2002 : Léo de Patrick Lunant, mise en scène Jean-Luc Tardieu, Petit Théâtre de Paris
- 2002 : Un beau salaud de Pierre Chesnot, mise en scène Jean-Luc Moreau, Théâtre de Paris
- 2002 : Les Monologues du vagin d'Eve Ensler, mise en scène Isabelle Rattier, Comédie de Paris
- 2003 : Les Monologues du vagin d'Eve Ensler, mise en scène Isabelle Rattier, Petit Théâtre de Paris
- 2004 : Écrits d'amour de Claude Bourgeyx, mise en scène Bastien Duval, Théâtre Fontaine, Paris
- 2005 : Les Monologues du vagin d'Eve Ensler, mise en scène Isabelle Rattier, tournée
- 2006 : Si c'était à refaire de Laurent Ruquier, mise en scène Jean-Luc Moreau, Théâtre de la Renaissance, Paris
- 2009 : À la recherche du temps perdu de Marcel Proust, lecture à la Comédie des Champs-Élysées, Paris
- 2010 : La Femme du boulanger de Marcel Pagnol, mise en scène Alain Sachs, Théâtre André-Malraux, représentation du 30 décembre 2010 retransmise en direct sur France 2
- 2011 : Les Petits outrages de Claude Bourgeyx, lecture scénique. Théâtre des Déchargeurs, Paris, tournée jusqu'en mai 2013
- 2011 : L’Amour, la mort, les fringues de Nora et Delia Ephron, mise en scène Danièle Thompson, Théâtre Marigny, Paris
- 2013 : Ciboulette de Reynaldo Hahn, mise en scène Michel Fau, Opéra-Comique, Paris

## Livre audio
- 2006 : Jules Barbey d'Aurevilly, Les Diaboliques ; Le Rideau cramoisi, Éditions Thélème
- 2011 : Guy de Maupassant, Mademoiselle Fifi - et autres nouvelles, Éditions Thélème  (ISBN 978-2-87862-676-6)
- 2011 : Guy de Maupassant, La Maison Tellier, Éditions Thélème  (ISBN 978-2-87862-777-0)
- 2014 : Romain Gary, La Vie devant soi, Éditions Thélème

## Hommages
- « Si je devais la comparer à un autre personnage, ce serait à Michel Simon dans Boudu », affirmait François Truffaut dans le portrait télévisé Profil : Bernadette Lafont de Philippe Laïk (première diffusion le 18 mai 1967). Leurs points communs : une truculence dans l'expression et une présence explosive à l'écran.
- François Truffaut a écrit : « Quand je pense à Bernadette Lafont, actrice française, je vois un symbole en mouvement, le symbole de la vitalité, donc de la vie » (Vagabondages Bernadette Lafont. Studio 43, 1984).
- Coluche a écrit : « Déjà, les actrices de cinéma, j'aime bien, mais Bernadette je la préfère. Chaque fois que je vois un film avec une actrice, je me dis : “Je vais regarder le film en pensant que c'est Bernadette qui joue le rôle”, et du coup, je passe un bon moment » (Pariscope, 1981).
- L'écrivain Hervé Guibert lui a rendu hommage en 1984, à l'occasion de sa rétrospective au Studio 43 (Paris) : « Un peu chinoise par le maquillage, andalouse par la coiffure, gitane blanche, Bardot nègre, garce sublime, pépée de tous les diables, fée du bagout, enquiquineuse de choc. Une “nature” décuplée : plutôt un phénomène » (Fée Bernadette en odeur de rétrospective, Le Monde, 1-2 juillet 1984).
- Le théâtre municipal de Nîmes, sa ville natale, porte son nom depuis le 25 octobre 2013 à l'initiative de Jean-Paul Fournier, sénateur-maire de Nîmes[23].
- La 39e cérémonie des César du 28 février 2014 a honoré sa mémoire dans la rubrique « Hommage aux disparus ».
- Le 30 mars 2014, dans le cadre du Festival cinéma d'Alès-Itinérances a été remis le premier prix Bernadette-Lafont de la meilleure comédienne récompensant Agathe Schencker dans Canada, court métrage de Sophie Thouvenin et Nicolas Leborgne, en compétition. Doté par Univam d'un montant de 1 500 euros, le prix souligne l’engagement constant de Bernadette Lafont pour le court métrage et les jeunes talents.
- La bibliothèque de la communauté de communes du Bocage bressuirais à Argenton-les-Vallées[24], a été nommée Bernadette-Lafont le 22 juin 2014, en présence de ses proches et de nombreux amis et admirateurs d'Argenton et d'ailleurs.
- En 2004, le rosiériste Sauvageot donne le nom de Bernadette Lafont à un rosier buisson à grandes fleurs rose foncé et au parfum puissant (grand prix du Parfum à Bagatelle en 2004)[25].
- Du 16 au 20 avril 2012, répondant à l'invitation de Marie Losier, Bernadette Lafont était l'invitée du French Institute / Alliance française (Fiaf) de New York pour un hommage intitulé : Bernadette Lafont : Une belle fille comme elle. Au programme : rétrospective de ses films (Les Mistons, Les Bonnes Femmes, Une belle fille comme moi, La Maman et la Putain, La Fiancée du pirate, Les Petites Vacances), lecture (correspondance Truffaut) et rencontre avec le public.
- Catherine Deneuve, en promotion pour Elle s'en va sur France Inter dans l'émission Eclectik le dimanche 15 septembre 2013, alors que la journaliste lui proposait de faire une minute de solitude, a choisi de parler de Bernadette Lafont : « Je pense que je pourrais en profiter pour faire une minute de silence, pour penser aux gens qu'on aime, aux gens qu'on a aimés. Je voudrais une minute de silence en pensant à une femme, une actrice que j'aime beaucoup, dont je ne peux pas parler à l'imparfait, qui est Bernadette Lafont, qui est partie il y a quelques semaines assez brutalement et dont on n'a pas beaucoup parlé finalement. […] Voilà, je pense souvent à elle depuis qu'elle est partie cet été. »
- Dans une lettre datée du 26 juillet 2013, Brigitte Bardot écrit : « La mort de Bernadette Lafont m'a provoqué un immense choc et un profond chagrin, [elle] était un exemple de joie de vivre malgré les terribles épreuves que la vie lui a fait subir. […] Pétillante, rigolote, avec un zeste d'insolence mais jamais vulgaire, pleine de spontanéité, de charme et d'une beauté qu'elle a gardé jusqu'au bout du chemin de sa vie ! »
- La Cinémathèque française lui a rendu hommage du 13 au 15 décembre 2013 à travers des projections et rencontres durant lesquelles ont été évoquées sa mémoire et la place unique qu'elle occupe dans le patrimoine du septième art hexagonal. La soirée de lancement le 13 au soir consiste en la projection de Zig-Zig de Laszlo Szabo en présence de Catherine Deneuve.
- En 2013, le cinéaste Gérard Courant lui rend hommage dans In Memoriam Bernadette Lafont, avec les comédiennes Alexandra Stewart et Stéphane Audran et le comédien Guillaume Gouix. Le film est édité en DVD en 2016 aux éditions L'Harmattan[26].
- En octobre 2024, le pont tournant de la rue Dieu à Paris devient le pont Bernadette-Lafont.

## Distinctions

### Récompenses
- César 1986 : César de la meilleure actrice dans un second rôle pour L'Effrontée
- 1995 : Prix Reconnaissance des cinéphiles, décerné à Puget-Théniers par l'association Souvenance de cinéphiles, pour l'ensemble de sa carrière
- César 2003 : César d'honneur pour l'ensemble de sa carrière[8]

### Nominations
- César 1988 : César de la meilleure actrice dans un second rôle pour Masques
- César 2007 : César de la meilleure actrice dans un second rôle pour Prête-moi ta main
- Globe de cristal 2014 : Meilleure Actrice pour Paulette

### Décorations
- Officière de la Légion d'honneur Elle est faite chevalière le 31 décembre 1997[27] pour ses 40 ans d'activités professionnelles, avant d'être promue officière le 13 juillet 2009[28]. Ses insignes d'officier ont été remises par le Ministre de la Culture, Frédéric Mitterrand[29].
- Officière de l'ordre national du Mérite Elle est directement promue à ce grade le 15 novembre 2004[30] pour récompenser ses 47 ans d'activités artistiques.
- Commandeure de l'ordre des Arts et des Lettres (promotion du 20 avril 1995)[31].

## Publications
Bernadette Lafont a publié plusieurs ouvrages dont :
- La Fiancée du cinéma, son autobiographie, avec la collaboration d'Alain Lacombe, éditions Olivier Orban, 1978  (ISBN 2-85565-072-0); réédition Ramsay, 1987, 1999  (ISBN 978-2-85956-456-8)
- Mes enfants de la balle : Élisabeth, Pauline et David, avec la collaboration de Pascale Duval, Paris, éditions Michel Lafon  (ISBN 978-2-86804-572-0)
- Le roman de ma vie : souvenirs, avec la collaboration d'Evane Hanska, Flammarion, 1997  (ISBN 978-2-08-067378-7)